# 马赖 (卢瓦-谢尔省)
马赖（法語：Maray，法語發音：[maʁɛ]）是法国卢瓦-谢尔省的一个市镇，属于罗莫朗坦-朗特奈区。

## 地理
马赖（47°14'50"N, 1°53'6"E）面积27.8 平方千米，位于法国中央-卢瓦尔河谷大区卢瓦-谢尔省，该省份为法国中北部省份，北起厄尔-卢瓦省，东北接卢瓦雷省，东南接谢尔省，南至安德尔省，西南接安德尔-卢瓦尔省，西北接萨尔特省。
与马赖接壤的市镇（或旧市镇、城区）包括：热努伊、普雷河畔圣乔治、泰尼乌、昂茹安、谢尔河畔沙特尔、谢尔河畔梅讷图、圣卢。
马赖的时区为UTC+01:00、UTC+02:00（夏令时）。

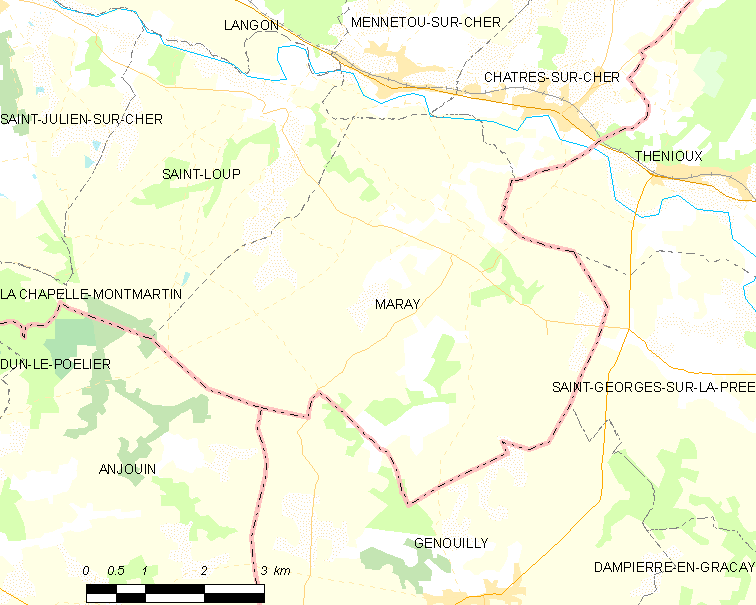
马赖的OSM定位图

## 行政
马赖的邮政编码为41320，INSEE市镇编码为41122。

## 政治
马赖所属的省级选区为谢尔河畔塞勒县。

## 人口

1962-2008年间马赖人口变化图示

马赖于2022年1月1日时的人口数量为226人。